# 内藤碩昭
内藤 碩昭（ないとう みつあき、1937年3月11日 - ）は、日本の経営者、銀行家。三和銀行副頭取、UFJホールディングス会長を務めた。

## 経歴
東京都出身。1960年に慶應義塾大学経済学部を卒業し、同年に三和銀行に入社。1988年6月に取締役に就任し、1990年5月に常務、1992年6月に専務を経て、1994年6月に副頭取に就任した。1999年6月には会長に就任し、2002年1月にUFJホールディングス会長に就任し、同年6月にUFJ銀行特別顧問を経て、2004年7月には名誉顧問に就任。
2001年6月から2017年6月までに南海電気鉄道取締役を務めた。